# Marianne Saxl-Deutsch

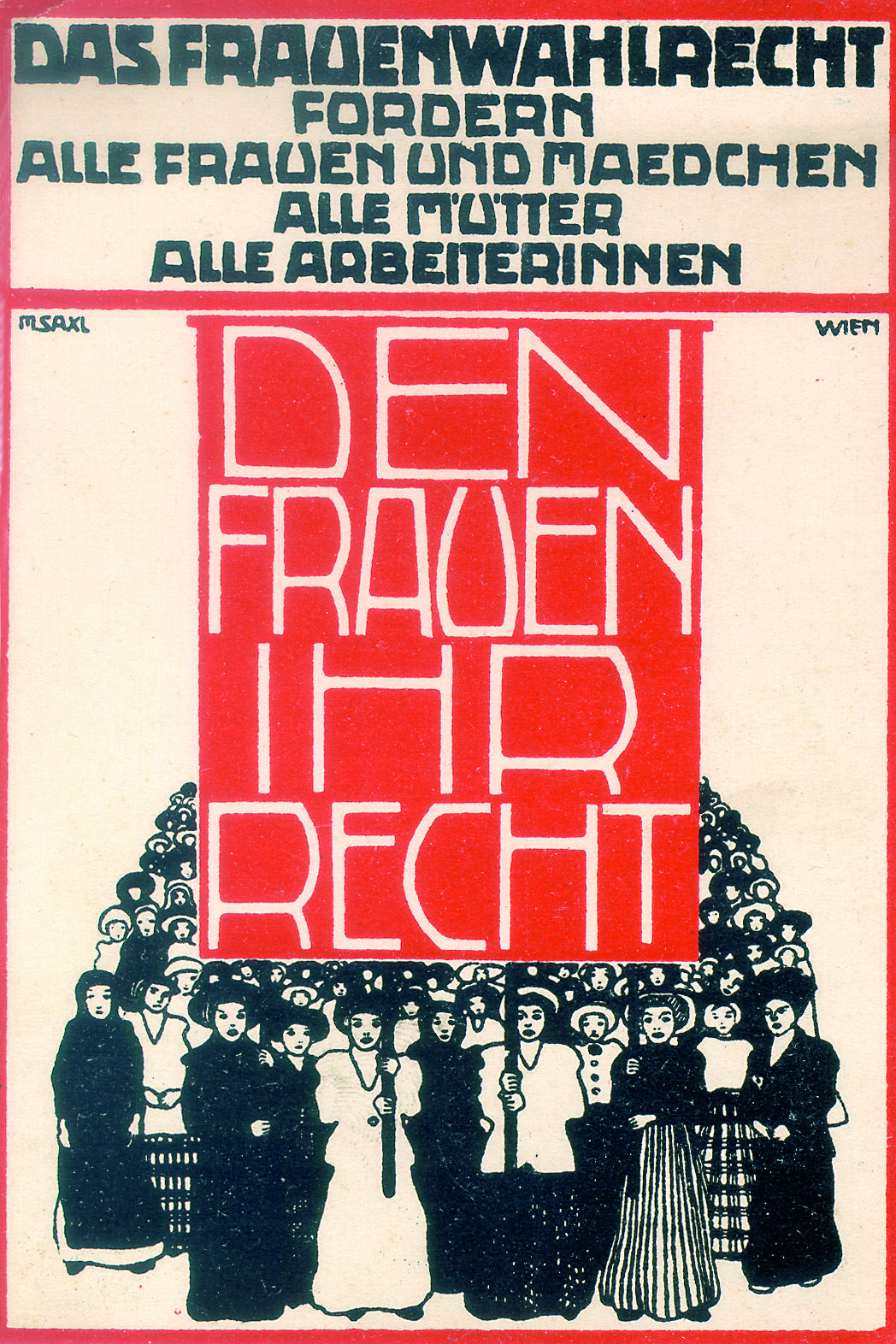
Plakat (1912)

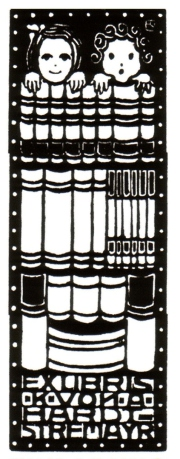
Holzschnitt-Exlibris für Agathe Hardt-Stremayr

Marianne Saxl-Deutsch (geboren als Marianne Deutsch 28. August 1885 in Wien, Österreich-Ungarn; gestorben 26. Mai 1942 im Vernichtungslager Maly Trostinez) war eine österreichische Malerin, Grafikerin und Kunstgewerblerin.

## Leben
Marianne Deutsch erhielt nach eigenen Angaben acht Jahre Kunstunterricht, davon fünf Jahre bei Adolf Boehm, wahrscheinlich vor 1910 an der Kunstschule für Frauen und Mädchen. 1910 hielt sie sich in der Dachauer Künstlerkolonie auf. Ebenfalls 1910 trat sie aus dem Judentum aus und heiratete den Wiener Internisten Paul Saxl (1880–1932), sie hatten zwei Töchter. Saxl-Deutsch stand unter dem Einfluss des Werkbunds und der Wiener Werkstätten. 1926/27 besuchte sie als Gasthörerin einen Kurs in ornamentaler Schrift und Heraldik bei Rudolf Larisch an der Kunstgewerbeschule Wien. Ihre Arbeiten präsentierte sie in drei Ausstellungen der Vereinigung bildender Künstlerinnen Österreichs.
Saxl-Deutsch führte in der Albertgasse 1 ein eigenes Atelier. Sie malte Porträts und Landschaften in Öl, Gouache und Aquarell, fertigte Holzschnitte und Schalen, Dosen, Lampen aus Messing, Silberschmuck sowie Textilarbeiten. Im Jahr 1912 entwarf Saxl-Deutsch das Plakat Den Frauen ihr Recht. Das Plakat wurde von der KPÖ, der SPÖ und in der neuen Frauenbewegung der 1970er Jahre mehrmals verwendet, ohne dass auf die Signatur MSAXL hingewiesen wurde oder das Urheberrecht der Künstlerin, das bis zum Jahr 2013 galt, respektiert wurde.
Saxl-Deutschs Töchter flohen nach dem Anschluss Österreichs nach England. Sie selbst wohnte 1939 mit ihrer Mutter Olga Deutsch in der Skodagasse 15/1. Später wurden beide zwangsweise in ein sogenanntes Judenhaus in der Heinrichsgasse im 1. Bezirk einquartiert, in dem bereits andere Juden untergebracht waren und von wo aus schließlich 35 Menschen in den Tod geschickt wurden. Saxl-Deutsch wurde am 6. Mai 1942 in das Vernichtungslager Maly Trostinez deportiert. Ihre Mutter Olga Deutsch wurde am 13. August 1942 in das Ghetto Theresienstadt deportiert und am 26. September 1942 im Vernichtungslager Treblinka ermordet.
Eine Enkelin, Eva Schmidt-Kreilisheim, sorgte 2010 für einen Stein der Erinnerung in der Wiener Josefstadt.